# Warbird

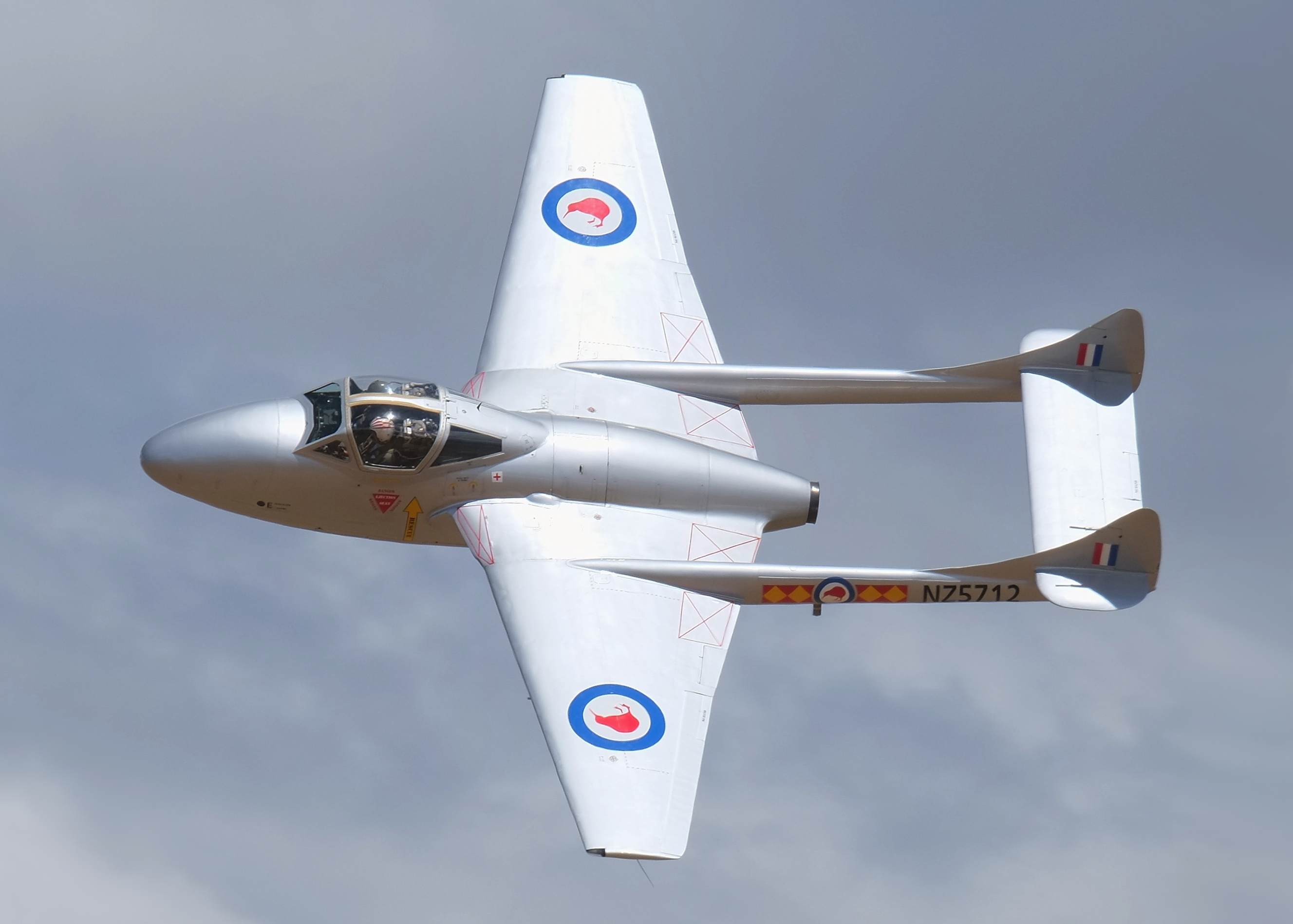
Відреставрований приватний варбірд de Havilland Vampire, що раніше належав ВПС Нової Зеландії

Warbird (з англ. дослівно «військовий птах») — термін, який використовується для позначення будь-якого старого військового літака (зазвичай винищувача) в льотному стані, придбаного без зброї для цивільного використання.

## Історія терміна
Термін виник у 1950-х роках, коли літаки Другої світової війни масово продавалися колишнім військовим льотчикам для найрізноманітніших цілей, головним чином як літаки для авіашоу та/або демонстраційні літаки в музеях. Згодом цей термін поширився на будь-які придатні до польоту старі літаки, починаючи з періоду перед Першою світовою війною і закінчуючи періодом холодної війни, а також на інші типи літаків, такі як навчальні та вантажні і навіть реактивні літаки і гелікоптери . Також цим терміном називають сучасні копії старих літаків — наприклад, репліки Messerschmitt Me 262, виготовлені Проєктом Me 262

## Авіашоу

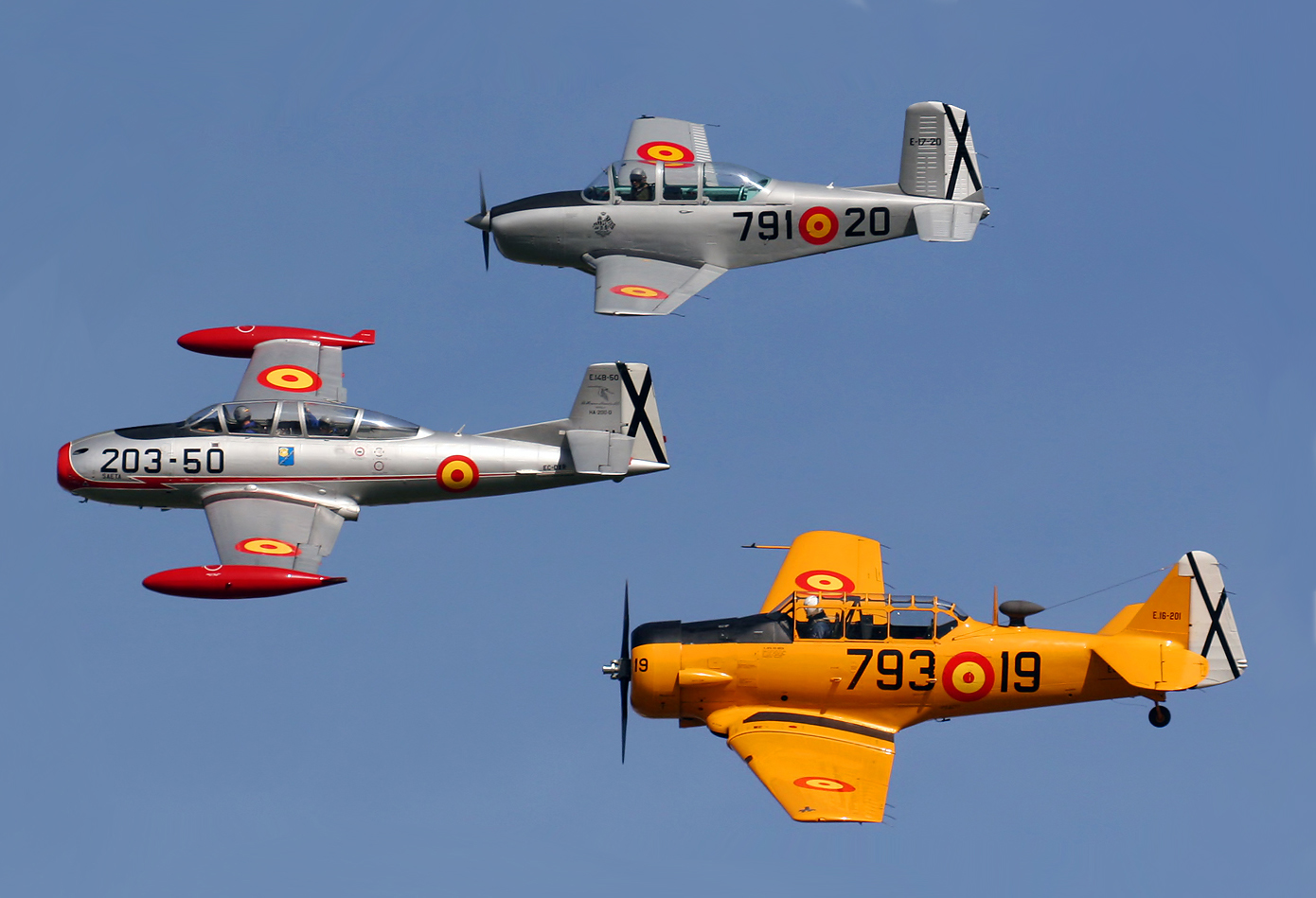
Hispano HA-200, Beechcraft T-34 Mentor і North American T-6 Texan, авіашоу на аеродромі Мадрид-Куатро В'єнтос.

Нижче наведені деякі з найвідоміших авіашоу з відреставрованими «військовими птахами»:
- Alliance Airshow — Форт-Верт (США, Техас)
- Commemorative Air Force AIRSHO — Мідленд (США, Техас)
- Classic Fighters — Бленім (Нова Зеландія)
- Dayton Airshow — Дейтон (США, Огайо)
- EAA AirVenture Oshkosh[en] — Ошкош (США, Вісконсин)
- History of Flight Airshow — Дженесіо (США, Нью-Йорк)
- Indianapolis Airshow — Індіанаполіс (США, Індіана)
- Miramar Airshow[en] — Мірамар (США, Каліфорнія)
- Sun 'n Fun[en] — Лейкленд (Флорида) (США, Флорида)
- Warbirds over the Beach — Вірджинія-Біч (США, Вірджінія)
- Warbirds over Monroe — Монро (США, Північна Кароліна)
- Warbirds over Wanaka — Ванака, Нова Зеландія

У Європі найвідомішими авіашоу «військових птахів» є щорічні Flying Legends, яке проводиться в Імперському військовому музеї Даксфорда у Великобританії, і Amicale Jean-Baptiste Salis у Франції. Warbirds також кожного літа літають у більшість польотних днів Shuttleworth Collection у Великобританії.
Австралійський Музей авіації в Теморі кожні два роки проводить дводенне шоу Warbirds Downunder, на якому представлені «варберди» з приватних і музейних колекцій по всій країні (таких як колекція HARS), як у польоті, так і в статичних експозиціях.
У Новій Зеландії щороку на Великодні вихідні проводиться авіашоу, яке чергується між Warbirds Over Wanaka у Ванаці, Отаго та Classic Fighters у Бленхеймі, Мальборо. Є також менші шоу, що проводяться в Мастертоні, Тауранзі та Окленді.

## Повітряні перегони
Варберди, як стандартні, так і сильно модифіковані, часто можна побачити на авіаперегонах, оскільки винищувачі часів Другої світової війни є одними з найшвидших гвинтових літаків, які будь-коли створювали. Як приклад, можна навести Reno Air Races, які проводяться щороку у вересні поблизу Ріно (Невада).
Одними з найпопулярніших військових літаків для перегонів є North American P-51 Mustang, Hawker Sea Fury, Grumman F8F Bearcat і North American T-6 Texan.